# Catasema
Catasema é um gênero de traça pertencente à família Arctiidae.